# アルノルト・ブフタール

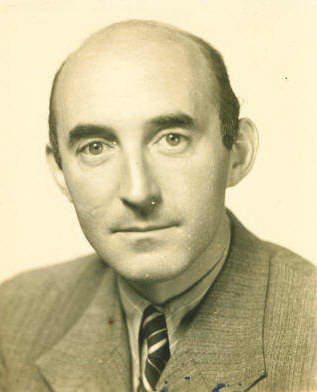
アルノルト・ブフタール（推定1930年頃撮影）

アルノルト・ブフタール（Arnold Buchthal、1900年11月28日 - 1965年8月5日）は、ドイツの弁護士である。ニュルンベルク裁判の通訳であり、フランクフルト・アウシュビッツ裁判の州検察官であった。

## 生涯
アルノルト・ブフタールは1900年11月28日にドイツ・ドルトムントで生まれた。母のローザ(Rosa)はドルトムント市議会初の女性議員であり、父のフェリックス(Felix)は市内にいくつかの支店を持つコーヒー輸入・焙煎会社を経営していた。アルノルトはボルン通り19番地にある両親が建てた新しい家で育った。
1918年に市立のギムナジウムで高校までの課程を修了した。1923年にハンム高等地方裁判所の研修生となり、1924年にはドルトムント地方裁判所の裁判官となった。後に、年俸7800ライヒスマルクの地方・郡裁判官となった。彼は5つの言語を話した。
1933年1月にナチスが権力を掌握すると、それから数か月以内にユダヤ人の公務員は全て解雇された。両親ともにユダヤ人で、ナチスの用語でいう"Volljude"（完全なユダヤ人）であったブフタールもその一人だった。彼は強制的に休暇を取らされた上で、同年7月7日にプロイセン法務省から解雇された。同年9月に妻のグレーテ(Grete)が次女を生んだが、その出産費用332ライヒスマルクのほとんどを支払うことができなかった。
1933年末に一家はオーストリアに移住した。しかし、1938年にドイツがオーストリアを併合し、ユダヤ人追放の手がオーストリアにも伸びることになった。1939年、両親は娘2人の命を救うために、キンダートランスポートで娘たちをウィーンからイギリスへ送り出した。姉のレナーテ（Renate、1929年生まれ）は、後にオーストラリアに移住した。妹のヴェラ（Vera、後の実業家・慈善家ステファニー・シャーリー）は、1970年代にイギリスで最も成功した起業家の一人となり、1980年にはデイムの称号を与えられた。
アルノルト・ブフタールとオーストリア・クレムス生まれの妻のグレーテ（旧姓シック(Schick)）は別居していた。2人の不和の主な原因は、アルノルトの政治的な問題で非ユダヤ人として苦しみを受けたというグレーテの告発であった。アルノルト・ブフタールはスイスに移住し、その後イギリスに移住した。イギリスでは、ドイツから逃れた他の成人男性と同様に、「敵国人」とみなされた。イギリスの移民局は彼を、約2,000人のユダヤ人難民、400人のドイツ人・イタリア人捕虜とともに、1940年にオーストラリアに追放し、ニューサウスウェールズ州ヘイの捕虜収容所に送られた。イギリス議会での議論により、この収容所の生存者はイギリスに戻ってくることができた。1941年から彼はイギリス軍の予備部隊に所属した。
第二次世界大戦後、ブフタールはアメリカ軍に転属し、ニュルンベルク裁判の通訳となった。その間、ナチスの人種差別用語である"Polnisches Untermenschentum"（ポーランド人の亜人性）などの言葉をアメリカの裁判官に説明しなければならなかった。その後、アルノルト・ブフタールはドイツのオッフェンバッハに移り住み、公務員になった。1957年10月までフランクフルト地方裁判所の上級検事を務めた。この職務では、ナチスの戦争犯罪者であるアドルフ・アイヒマンとその副官ヘルマン・クルメイに対する係争中の事件を取り扱った。ブフタールは、ヘッセン州検事総長のフリッツ・バウアーと協力し、フランクフルト・アウシュビッツ裁判を遂行する原動力となった。
ブフタールはまた、批判を受けた。1957年に複数の新聞に掲載され物議を醸していた選挙運動の広告に対して、検事としては軽率な行動をとったのである。その結果、ダルムシュタット高等地方裁判所の上院議長に転任された。
ブフタールは1965年8月5日にイタリアのペーザロで死去した。